# Couffy
Couffy település Franciaországban, Loir-et-Cher megyében. Lakosainak száma 503 fő (2022. január 1.). Couffy Noyers-sur-Cher, Lye, Châteauvieux, Châtillon-sur-Cher, Meusnes és Seigy községekkel határos.

## Népesség
A település népességének változása:
| Lakosok száma | 548  | 515  | 559  | 559  | 525  | 514  | 497  | 490  | 494  | 503  |
|               | 1968 | 1982 | 1990 | 2006 | 2013 | 2015 | 2017 | 2019 | 2020 | 2022 |